# Нетелзе
Нетелзе (њем. Nettelsee) општина је у њемачкој савезној држави Шлезвиг-Холштајн. Једно је од 84 општинска средишта округа Плен. Према процјени из 2010. у општини је живјело 414 становника. Посједује регионалну шифру (AGS) 1057054.

## Географски и демографски подаци
Нетелзе се налази у савезној држави Шлезвиг-Холштајн у округу Плен. Општина се налази на надморској висини од 35 метара. Површина општине износи 6,5 km². У самом мјесту је, према процјени из 2010. године, живјело 414 становника. Просјечна густина становништва износи 64 становника/km².